# Métrolinie 7bis (Paris)
| Karte |                      |                              |                              |
| Streckenlänge: | 3,1 km               |                              |                              |
| Spurweite: | 1435 mm (Normalspur) |                              |                              |
| |                      |                              |                              |
| Eröffnung: | 1967                 |                              |                              |
| Fahrgäste (täglich): | 10.000               |                              |                              |
| Stationen: | 8                    |                              |                              |
| \| \| \| \| \| \| \| \| Pré-Saint-Gervais \| \| \| \| \| Danube \| \| \| \| \| Verbindung zur Voie navette \| \| \| \| \| Place des Fêtes \| \| \| \| \| \| \| \| \| \| Botzaris \| \| \| \| \| Petite Ceinture \| \| \| \| \| Buttes Chaumont \| \| \| \| \| Bolivar \| \| \| \| \| Jaurès \| \| \| \| \| Linie 7 \| \| \| \| \| Louis Blanc \| \| \| \| \| Verbindungsgleis zur Linie 7 \| \| |                      |                              |                              |
| U-Bahn-Strecke von links (im Tunnel) · U-Bahn-Strecke von rechts (im Tunnel) |                      |                              |                              |
| U-Bahn-Bahnhof (im Tunnel) · U-Bahn-Strecke (im Tunnel) |                      | Pré-Saint-Gervais            | Pré-Saint-Gervais            |
| U-Bahn-Bahnhof (im Tunnel) · U-Bahn-Strecke (im Tunnel) |                      | Danube                       | Danube                       |
| U-Bahn-Strecke (im Tunnel) · U-Bahn-Abzweig geradeaus, nach links und von links (im Tunnel) |                      | Verbindung zur Voie navette  | Verbindung zur Voie navette  |
| U-Bahn-Strecke (im Tunnel) · U-Bahn-Bahnhof (im Tunnel) |                      | Place des Fêtes              | Place des Fêtes              |
| U-Bahn-Strecke nach links (im Tunnel) · U-Bahn-Abzweig geradeaus und von rechts (im Tunnel) |                      |                              |                              |
| U-Bahn-Haltepunkt / Haltestelle (im Tunnel) |                      | Botzaris                     | Botzaris                     |
| U-Bahn-Kreuzung mit Tunnelstrecke (im Tunnel) |                      | Petite Ceinture              | Petite Ceinture              |
| U-Bahn-Haltepunkt / Haltestelle (im Tunnel) |                      | Buttes Chaumont              | Buttes Chaumont              |
| U-Bahn-Haltepunkt / Haltestelle (im Tunnel) |                      | Bolivar                      | Bolivar                      |
| U-Bahn-Bahnhof (im Tunnel) |                      | Jaurès                       | Jaurès                       |
| U-Bahn-Strecke von rechts (im Tunnel) · U-Bahn-Strecke (im Tunnel) |                      | Linie 7                      | Linie 7                      |
| U-Bahn-Bahnhof (im Tunnel) · U-Bahn-Bahnhof (im Tunnel) |                      | Louis Blanc                  | Louis Blanc                  |
| U-Bahn-Strecke nach links (im Tunnel) · U-Bahn-Abzweig geradeaus und von rechts (im Tunnel) |                      | Verbindungsgleis zur Linie 7 | Verbindungsgleis zur Linie 7 |

Die Linie 7bis der Pariser Métro ist nach der Linie 3bis die zweitkürzeste Linie des Pariser U-Bahn-Netzes. Die fast vollständig im 19. Arrondissement liegende Linie führt durch den Pariser Nordosten. Sie verkehrt zwischen den Stationen Louis Blanc am westlichen und Pré-Saint-Gervais am östlichen Ende der Strecke. Die Linie 7bis hat Umsteigemöglichkeiten zu den Linien 2, 5, 7, 11. Die lateinische Zusatzbezeichnung bis weist dabei auf eine Ergänzungslinie zur regulären Linie 7 hin, die Bezeichnung 7bis entspricht dem deutschen „7a“.

## Geschichte

### Chronologie
Am 18. Januar 1911 wurde der Streckenabschnitt Louis Blanc – Pré-Saint-Gervais eröffnet, welcher zuerst als Zweigstrecke durch die Linie 7 bedient wird. Mit der Zeit verteilten sich die Hauptfahrgastströme allerdings immer unausgewogener, so dass aus der erwähnten Strecke am 3. Dezember 1967 die unabhängige Linie 7bis geschaffen wurde.

### Entstehungsgeschichte der Linie 7bisals Teil der Linie 7
Die Projektierung der Linie 7 der Pariser Metro vom 30. März 1898 sah den Bau einer Linie zwischen den Stationen Danube und Palais Royal – Musée du Louvre vor. Der Stadtrat von Paris entschied jedoch 1905, den südlichen Endpunkt nach Hôtel de Ville und den nördlichen Endpunkt der Linie nach Pré-Saint-Gervais zu verlegen. Zugleich wurde auch der Bau einer Zweigstrecke zwischen Louis Blanc und Porte de la Villette beschlossen. Die Bauarbeiten für die neue Linie begannen unmittelbar danach, und am 5. November 1910 wurde der erste Streckenabschnitt von Opéra nach Porte de la Villette eröffnet, obwohl dieser erst viel später in die Planung aufgenommen worden war.

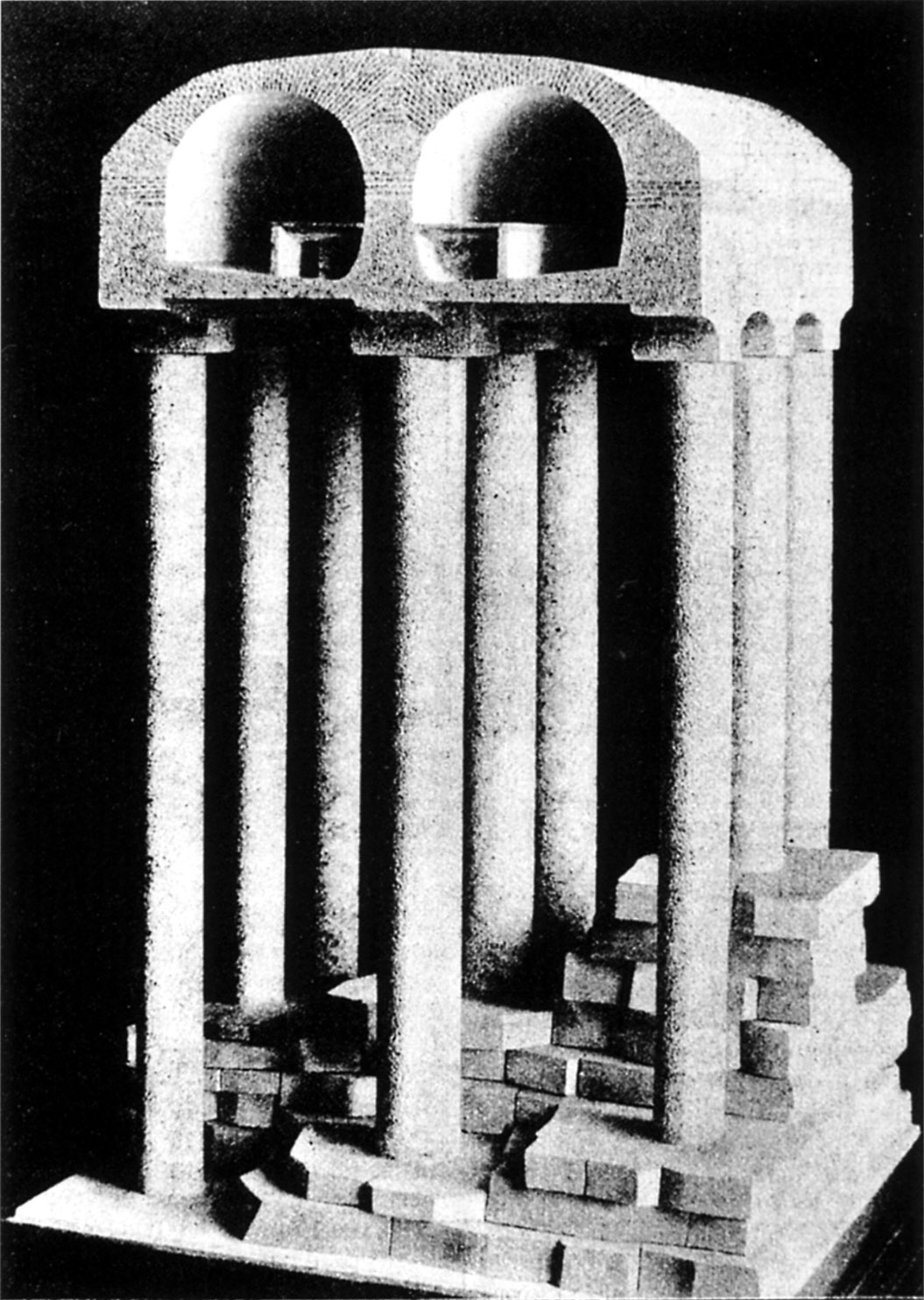
Die Metrostation Danube besteht aus einem Viadukt, das in einen ehemaligen Steinbruch für Gips gebaut wurde

Die Verzögerungen beim Bau der Zweigstrecke nach Pré-Saint-Gervais erklären sich durch die schwierige Beschaffenheit des Untergrunds, der dort aus drei Schichten Gips besteht, zwischen denen jeweils eine Schicht Mergel liegt. Zudem ist die oberste Gipsschicht unter dem Parc des Buttes-Chaumont und dem Quartier d’Amérique von ehemaligen Steinbrüchen, die bis Mitte des 19. Jahrhunderts betrieben wurden, durchlöchert, was die Bauarbeiten auf besondere Weise erschwerte. Diese Steinbrüche haben die Form von Galerien mit einer Höhe und einer Breite von jeweils rund 10 Metern, zwischen denen wuchtige Pfeiler mit einem Durchmesser von 8 bis 10 Metern die Decke der Abbaustätte und somit das darüberliegende Gelände stützen. Wenn die Vorkommen in den Steinbrüchen erschöpft waren, wurden diese gelegentlich mehr oder weniger wieder aufgefüllt, manchmal jedoch wurden die Pfeiler zerstört, um ein Absacken des darüberliegenden Geländes herbeizuführen. Der Bau eines Tunnels in solch instabilem Gelände war eine gewagte Sache für die Ingenieure und verlangte den Bau aufwändiger Konstruktionen. Die Strecke muss quasi völlig ungleichmäßiges Gelände durchqueren und Pfeiler durchschneiden, die eine beträchtliche Last tragen.
Unter dem Parc des Buttes-Chaumont und der Rue Botzaris durchquert der Tunnel die ehemaligen Abbaustätten auf einer Länge von 380 Metern. Die Pfeiler des Tunnels ruhen hier auf gemauerten Schachtringen mit einem Durchmesser von 1,5 Metern und einem Abstand von sechs Metern zueinander. Östlich der Station Buttes-Chaumont erreichen die Schachtringe 2,5 Meter unter der Tunnelsohle den Grund des Steinbruchs. Diese Vorkehrungen reichten jedoch nicht aus und der Tunnel begann sich während des Baus zu verschieben. Es war daher notwendig, einen zusätzlichen axialen Pfeiler in der Mitte des Tunnels zu errichten, der bis auf den Grund des darunterliegenden Steinbruchs hinabreicht. Dies erklärt die (für Pariser Metrostationen) ungewöhnliche Bauausführung der Station Buttes-Chaumont, die aus zwei Rundgewölben und damit quasi aus zwei Stationsteilen mit jeweils nur einem Richtungsgleis besteht. Um seitliche Bewegungen des Erdreichs zu verhindern, wurde der gesamte Bau mit Stützstreben aus Gips versehen, die sich in gemauerten Streben in den horizontalen Galerien lotrecht zu den Pfeilern fortsetzen.

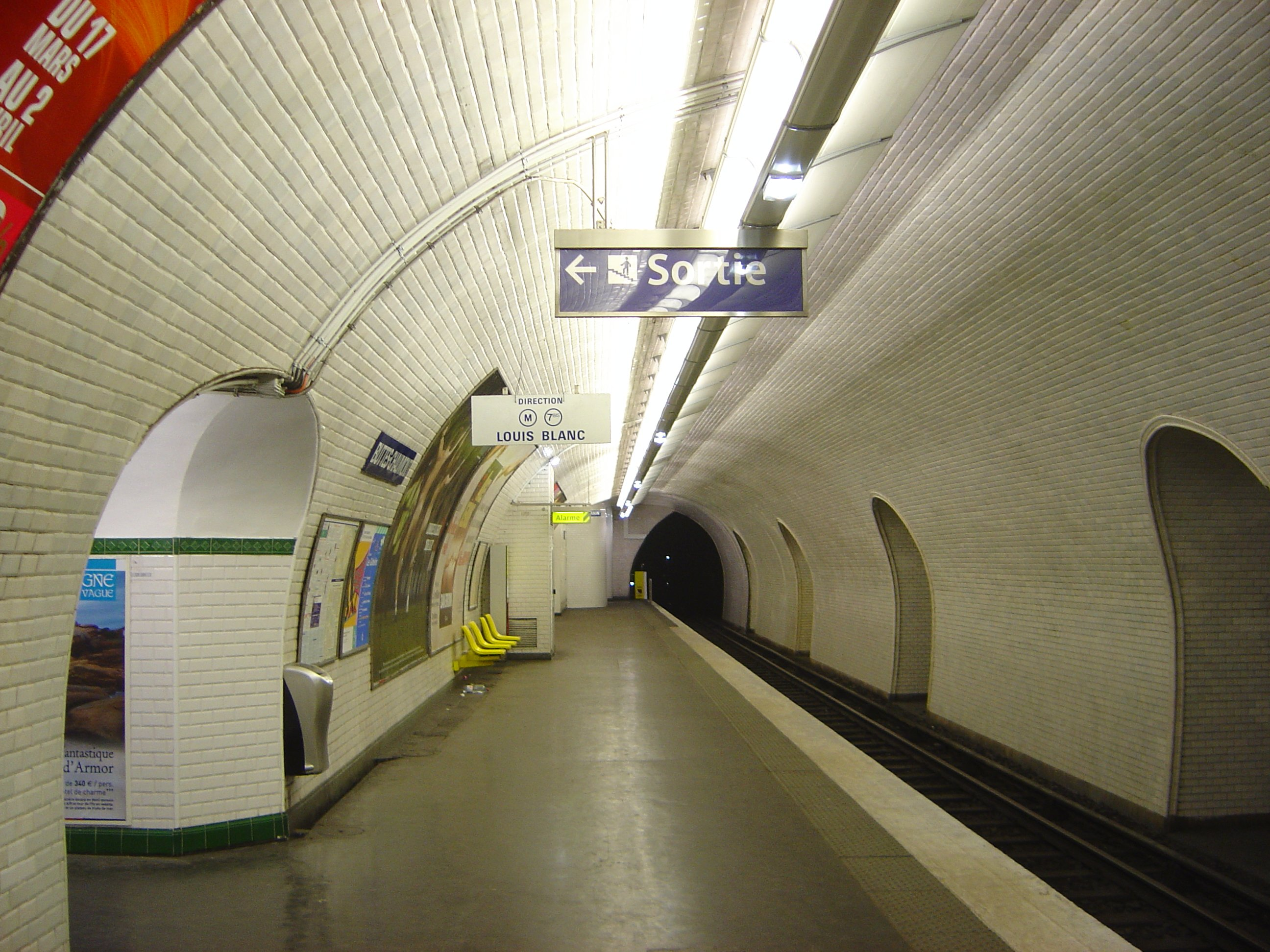
Die Station Buttes-Chaumont, Blickrichtung Louis Blanc (Métro Paris) – die beiden Bahnsteige sind durch eine Stützwand getrennt

Aber die Bauarbeiten erwiesen sich als noch komplizierter bei der Unterquerung des Quartier d’Amérique, das seinen Namen von dem Zielland ableitet, in das ein Teil des abgebauten Gipses exportiert wurde. Denn hier wurde nicht die oberste Schicht des Gipses abgebaut, sondern alle drei übereinander liegenden Schichten. Der nördliche Tunnel der Endschleife der Linie durchquert die Steinbrüche unter der Rue du Général-Brunet und der Rue David-d’Angers auf einer Länge von 550 Metern. Es war daher geboten, den Tunnel auf tragfähigem Grund abzustützen, d. h. unter den drei vorhandenen Schichten. Manche der Stützpfeiler erreichen eine Höhe von 35 Metern und nehmen die Gestalt eines unterirdischen Viadukts an. Diese Konstellation erklärt die Schwierigkeit, Stationen auf einem tragfähigen Sockel zu errichten: Die Station Danube wurde für zwei Gleise erstellt und besitzt zwei Stationsteile für je ein Richtungsgleis, die durch eine mittige, als Pfeiler fungierende Wand getrennt sind. Diese tragende Wand ruht auf in drei Reihen angelegten Schachtringen, die 2,5 Meter Durchmesser und sechs Meter Abstand zueinander haben. Nicht weniger als 220 Brunnengründungen, die eine kumulierte Gesamthöhe von 5,5 Kilometern erreichen, wurden in diesem Streckenabschnitt errichtet.
Dieser zweite Abschnitt der Linie 7 von Louis Blanc nach Pré-Saint-Gervais wurde am 18. Januar 1911, durch die baulichen Schwierigkeiten verspätet, eröffnet. Die Stationen Buttes-Chaumont und Place des Fêtes wurden sogar erst am 13. Februar 1912 eröffnet. Der Betrieb auf der Linie 7 erfolgte durch Züge, die von der Stammstrecke aus ab Louis Blanc abwechselnd zu einer der beiden Endstationen fuhren, wodurch mit dem bis dato praktizierten reinen Zweirichtungsbetrieb im übrigen Netz der Pariser Metro gebrochen wurde.

### Betriebsunterbrechung im Zweiten Weltkrieg
Als Frankreich am 3. September 1939 Deutschland den Krieg erklärte, wurde neben anderen Linien auch die spätere Linie 7bis vollkommen geschlossen. Grund war die Einberufung vieler Mitarbeiter der Métro zum Militär. Am 30. September 1939 wurde dieser Ast der Linie 7 wieder eröffnet.

### Trennung der Linie 7bisvon der Linie 7
Nachdem die Linie 7 sukzessive nach Süden bis zur Station Mairie d’Ivry (Eröffnung 1. Mai 1946) verlängert worden war, kam es zu einem Ungleichgewicht im Hinblick auf die Fahrgastzahlen: An der Station Porte de la Villette liegt eine von Buslinien aus den Vororten stark frequentierte Endhaltestelle, was diesem Streckenast eine viel größere Auslastung bescherte als jenem nach Pré-Saint-Gervais. Um den Betriebsablauf auf der Linie 7 zu vereinfachen, wurde daher beschlossen, den Streckenast nach Pré-Saint-Gervais abzutrennen und dort eine eigenständige Linie mit der Bezeichnung 7bis einzurichten. Am 3. Dezember 1967 erfolgte die Trennung und Einrichtung einer unabhängigen Linienführung auf diesem Abschnitt. Die Linie hat eine Länge von 3,066 Kilometern mit 8 Stationen und wurde damit zur kürzesten Linie im Metronetz bis zur Einrichtung der Linie 3bis, die von der Linie 3 am 27. März 1971 abgetrennt wurde.

### Namensänderungen von Stationen
Im Lauf der mehr als 100-jährigen Geschichte der Pariser Metro änderte sich die offizielle Bezeichnung einer ganzen Reihe von U-Bahnhöfen. Einige Stationen wurden sogar mehrmals umbenannt. Auf der Linie 7bis war nur die Station Jaurès davon betroffen: bis 1914 trug sie den Namen Rue d’Allemagne.

## Technische Neuerungen
Die Linie 7bis wurde im Februar 1975 als letzte Linie im Metronetz mit einem Zentralstellwerk, genannt PCC, ausgestattet. Sie wird jedoch nicht mit einem vollautomatischen Fahrersystem versehen, da der eingeschränkte Linienverkehr dessen Einrichtung nicht rechtfertigt.

## Fahrzeuge
Die Linie 7bis war bis 1981 mit Zügen der Baureihe Sprague-Thomson ausgestattet und erhielt dann Züge der Serie MF 67. Heute ist sie die einzige Linie im gesamten Metronetz, auf der Züge der Baureihe MF 88 verkehren, die dort 1994 das vorherige Material ersetzten. Diese sind aber nicht sehr zuverlässig, weshalb man erwägt, wieder die älteren, dafür aber in der Instandhaltung kostengünstigeren, MF 67 einzusetzen. Die MF 67 würden von der Linie 2 abgezogen werden, weil dort seit 2008 nach und nach vollkommen neue Züge der Baureihe MF 2000 eingeführt werden. Von der Serie MF 88 soll kein einziger Wagen übrig bleiben.

## Streckenverlauf und Stationen

### Streckenverlauf
Die Gesamtlänge der Linie 7bis beträgt 3,066 Kilometer, sie verläuft dabei vollständig unterirdisch. Die Linie 7bis verläuft in nordöstlicher Richtung unter der Rue Lafayette und unterquert zunächst den Canal Saint-Martin, bevor sie die Station Jaurès erreicht. Nach einer Kurve mit einem Radius von 100 Metern verläuft sie in südöstlicher Richtung unter der Avenue Secrétan. Die Trasse führt hier auf eine Rampe mit einer Steigung von 40 ‰, über die die Linie die Station Bolivar erreicht. Der Tunnel verläuft danach unter dem Parc des Buttes-Chaumont weiterhin als Rampe mit 40 ‰ Steigung. Am südlichen Rand des Parks liegt die Station Buttes-Chaumont, die in großer Tiefe unter dem Quartier du Combat errichtet wurde, das mit Gipssteinbrüchen übersät ist.

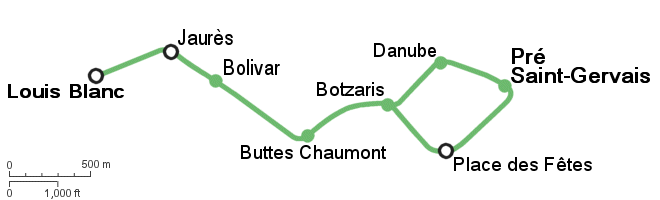
Geografisch korrekter Streckenverlauf der Linie 7^{bis}

Nun nach Osten verlaufend, folgt die Linie dem südlichen Ende des Parks unter der Rue Botzaris und bedient die gleichnamige Station. Die Stationen Buttes-Chaumont und Botzaris bestehen jeweils aus zwei halben Stationen, die durch eine stützende Wand getrennt sind. In letztgenannter Station beginnt die Endschleife der Linie. Der zunächst eingleisige Tunnel liegt unter der Rue de Crimée und erweitert sich dann auf zwei Gleise, bevor er die tief gelegene Station Place des Fêtes mit Mittelbahnsteig erreicht. Unter der Rue du Pré-Saint-Gervais wird die Strecke wieder eingleisig und entfernt sich nach rechts von der Voie des Fêtes, einer Verbindungsstrecke, die in Richtung Porte des Lilas weiterführt. Zunächst erreicht die Linie ihren Scheitelpunkt, der in einer Kurve unter der Kreuzung von Boulevard Sérurier und Rue des Bois liegt. Dort unterquert sie auch die Voie des Fêtes, um danach die Endstation Pré-Saint-Gervais zu erreichen, die ebenfalls über einen Mittelbahnsteig mit zwei Gleisen verfügt. Das südliche Gleis in der Station wird von der Linie 7bis genutzt, das nördliche Gleis gehört zur sogenannten Voie navette, einer Verbindungsstrecke, die wie die Voie des Fêtes die Relation zur Linie 3bis herstellt.
Die Schleife verläuft von nun an zweigleisig über eine Länge von 900 Metern unter der Rue David-d'Angers und erreicht die aus zwei parallelen Röhren bestehende Station Danube. Ebenfalls zweigleisig führt der Tunnel nun unter der Rue du Général-Brunet entlang, bevor er wieder eingleisig wird und erneut die Station Botzaris erreicht.

### Planungen
Seit längerem gibt es Pläne, die Linie 7bis mit der Linie 3bis zusammenzulegen. Diese Pläne wurden im September 2008 im „Schéma directeur de la région Île-de-France“ veröffentlicht. Sie sehen die Nutzung der Gleisverbindungen mit der Linie 3bis über die Voie navette zwischen Pré-Saint-Gervais und Porte des Lilas und über die Voie des Fêtes zwischen den Stationen Place des Fêtes und Porte des Lilas vor. Die Linie würde dann voraussichtlich als Linie 19 über Louis Blanc hinaus bis Château Landon oder Magenta verlängert und würde so auch den Bahnhof Gare de l’Est anbinden.

### Bemerkenswerte Stationen

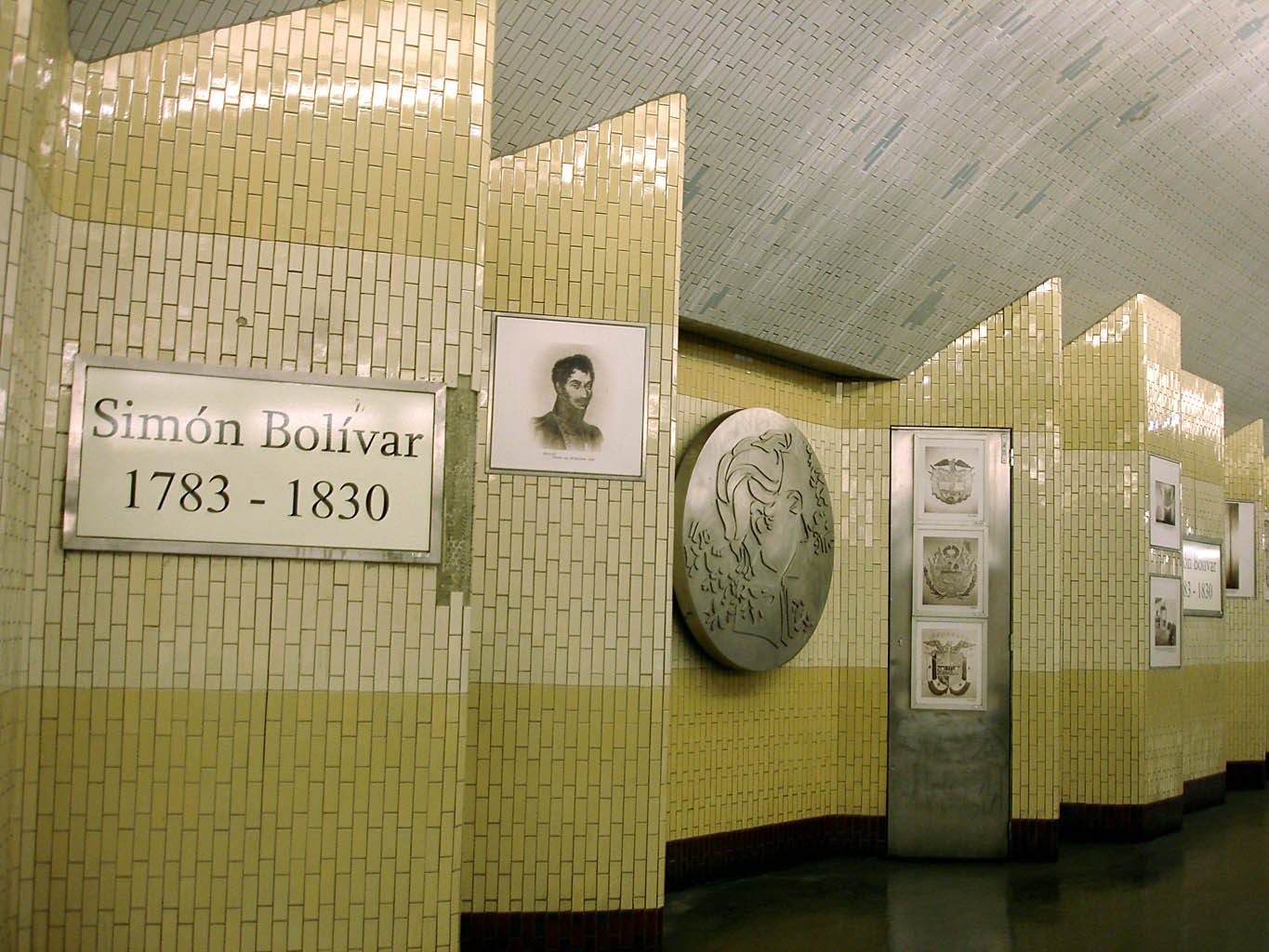
Umgestaltung der Station Bolivar zu Ehren von Simón Bolívar.

Die Station Bolivar erinnerte mit Fotografien und einer Biografie auf dem Richtungsbahnsteig Louis Blanc an den südamerikanischen General und Staatsmann Simón Bolívar (1783–1830), einer der führenden Köpfe im Kampf für die Unabhängigkeit Südamerikas von Spanien. Diese Umgestaltung wurde jedoch im Februar 2009 entfernt, um die Station im Rahmen der Aktion „Renouveau du Métro“ zu erneuern.
Die Station Place des Fêtes wird nur in Richtung Pré-Saint-Gervais bedient, obwohl sie zwei Gleise und einen Mittelbahnsteig besitzt; das nördliche Gleis dient als Abstellgleis für Züge.
Die Station Danube hingegen wird nur in Richtung Louis Blanc bedient; sie verfügt ebenfalls über zwei Gleise, da der Streckenabschnitt von Pré-Saint-Gervais bis zur östlichen Einfahrt der Station Botzaris aus zwei Gleisen besteht und eines davon als Abstellgleis und seit kurzem auch als Werkstatt für die laufende Instandhaltung der Züge dieser Linie dient.
Die Station Haxo sollte ursprünglich eine Verbindung zwischen den Linien 3bis und 7bis ermöglichen, um aus beiden Linien eine Einzige machen zu können. Dieser Plan wurde 1921 zwar aufgegeben, die Station Haxo und ein Bahnsteig an der Voie des Fêtes wurden dennoch gebaut. Die Station befindet sich noch immer im Rohbauzustand.

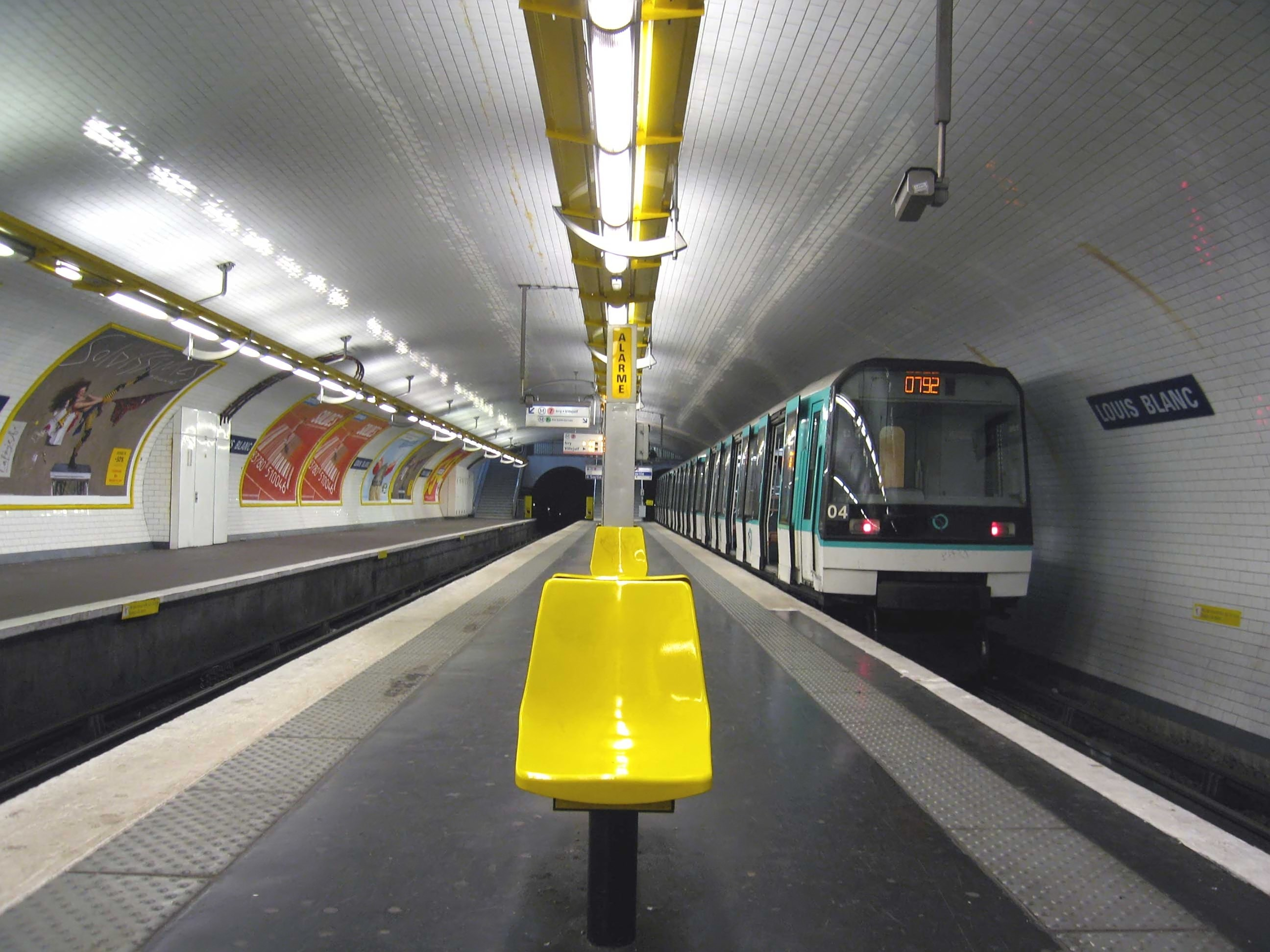
Ein Zug der Serie MF 88 in der Endstation Louis Blanc – die Züge der Linie 7 fahren auf dem linken Gleis

Der Betriebsablauf in der Endstation Louis Blanc war ursprünglich so organisiert, dass bahnsteiggleiche Umsteigemöglichkeiten in beide Richtungen der Linie 7 bestanden: Der von Pré-Saint-Gervais kommende Zug hielt zuerst am oberen Bahnsteig der Linie 7 (Richtung Süden: Mairie d’Ivry und Villejuif – Louis Aragon), um die Fahrgäste aussteigen zu lassen, und fuhr dann leer in den Tunnel. Dort machte er kehrt, um zum unteren Bahnsteig der Linie 7 zu fahren (Richtung Norden: La Courneuve), dort die Fahrgäste aufzunehmen und nach Pré-Saint-Gervais zurückzufahren. Als Folge der Anfälligkeit des rollenden Materials wurde dieses Wendemanöver inzwischen dadurch vereinfacht, dass der untere Bahnsteig nicht mehr bedient wird und die Züge direkt vom oberen Bahnsteig aus zurückfahren; diese aus technischen Gründen beschlossene Vereinfachung erleichtert außerdem die Arbeit der Zugfahrer.

### Gleisverbindungen
Die Strecke verfügt über vier Gleisverbindungen mit dem übrigen Netz der Métro:
- Gleisverbindungen mit der Linie 7 südlich der Station Louis Blanc in beiden Fahrtrichtungen
- Gleisverbindungen mit der Linie 3bis über die Voie navette zwischen Pré-Saint-Gervais und Porte des Lilas (dieser Anschluss wird nicht mehr genutzt, da auf diesem Gleis in der Station Pré-Saint-Gervais eine Instandhaltungs-Werkstatt eingerichtet wurde) und über die Voie des Fêtes zwischen den Stationen Place des Fêtes und Porte des Lilas.

### Werkstätten
Das rollende Material der Linie wird – wie bei den Linien 3 und 3bis auch – grundsätzlich in der Betriebswerkstatt Saint-Fargeau gewartet, die über eine Gleisverbindung an die Station Gambetta angeschlossen ist. Die Unzuverlässigkeit der Baureihe MF 88 machte jedoch die Einrichtung einer zusätzlichen Werkstatt für kürzere Wartungsintervalle und intensivere Untersuchungen erforderlich, die als Außenstelle der Betriebswerkstatt auf einem der beiden Gleise der Station Pré-Saint-Gervais und auf einem Teilabschnitt der Voie navette errichtet wurde. Diese Maßnahme erlaubt die Pflege des Materials, ohne allzu oft die kurvenreichen Überführungsgleise zu befahren, die wie die Voie navette als Zufahrt zur Hauptwerkstatt Saint-Fargeau genutzt werden müssen.
Die größeren Instandsetzungsarbeiten und die regelmäßige Überholung des Materials der Linie 7bis finden wie bei allen auf Metallrädern fahrenden Zügen des Metronetzes in den Werkstätten in Choisy am südlichen Ende der Linie 7 statt. Die 1931 eröffneten Werkstätten liegen im 13. Arrondissement nahe dem Boulevard périphérique und werden durch eine Verzweigung der Linie 7 angefahren. Sie bestehen aus zwei verschiedenen Teilen: Eine Werkstatt ist für den Unterhalt der Züge der Linie 7 zuständig, die andere für die Revision aller auf Metallrädern fahrenden Züge des Metronetzes. Die Werkstätten belegen eine Gesamtfläche von ungefähr 34.350 m² und beschäftigen rd. 330 Mitarbeiter (2007).

## Betriebszeiten und Takt
Die Fahrzeit auf der Strecke beträgt nur 8 Minuten pro Richtung. Der erste Zug fährt um 5.31 Uhr ab Pré-Saint-Gervais und um 5.44 Uhr ab Louis Blanc, der letzte Zug fährt um 0.47 Uhr ab Place des Fêtes und 1.07 Uhr ab Louis Blanc.
Der durchschnittliche Zugabstand beträgt im Tagesverkehr vier bis fünf Minuten und zwischen sieben und neun Minuten am späten Abend. Sonntag morgens liegt der Takt bei 7,5 Minuten, in den Nächten am Wochenende und vor Feiertagen fährt alle zehn Minuten ein Zug. Damit ist die Linie 7bis die am wenigsten Bediente im ganzen Metronetz.